# Udaipur-Sonnenobservatorium

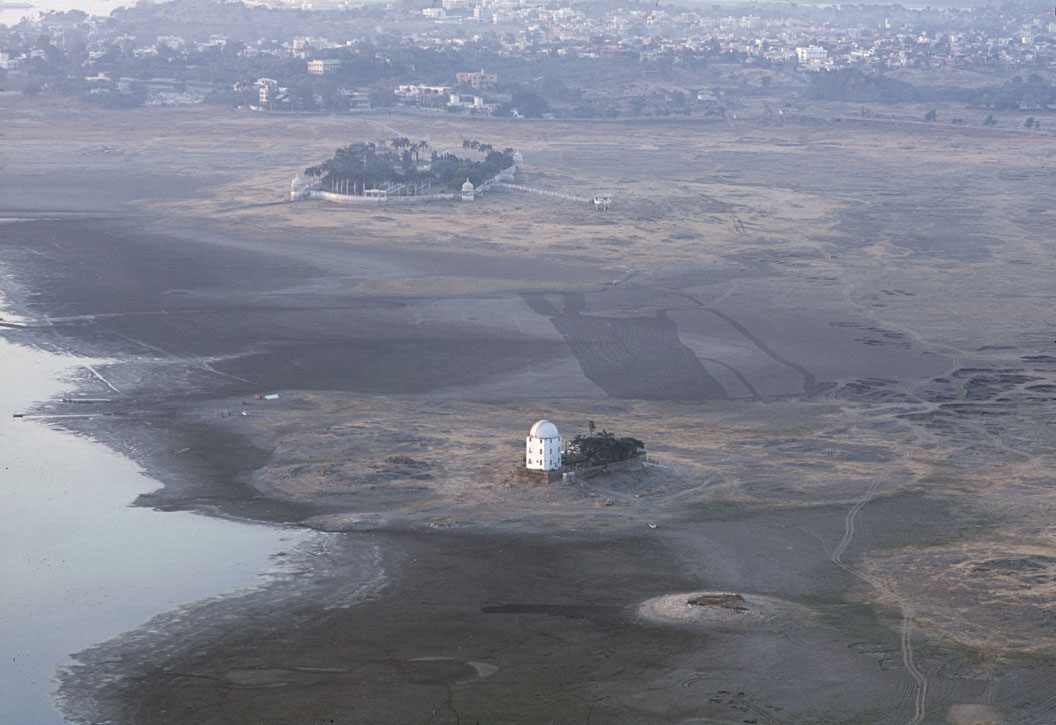
USO im Dezember 2002

Das Udaipur-Sonnenobservatorium (USO) ist eine Einrichtung des Physical Research Laboratory; es wurde unter Mitwirkung von Arvind Bhatanagar erschaffen und ist Teil der Global Oscillations Network Group (GONG).

## Lage
Das Observatorium befindet sich auf einer Insel des Fateh-Sagar-Sees nahe Udaipur, Rajasthan, Indien und bietet vorteilhafte Bedingungen zur Sonnenbeobachtung.